# Ranking Mundial Elo
O Ranking Mundial Elo é um ranking que classifica as seleções de futebol desenvolvido pelo Elo Ratings. Ela desenvolve o Ranking desde 2000, desde 1970 e histórico.

## Ranking desde 1970
| Pos. | Seleção       | Pontos | Confederação |
| ---- | ------------- | ------ | ------------ |
| 1º   | Brasil        | 2169   | CONMEBOL     |
| 2º   | Argentina     | 2141   | CONMEBOL     |
| 3º   | Espanha       | 2045   | UEFA         |
| 4º   | Países Baixos | 2040   | UEFA         |
| 5º   | Bélgica       | 2025   | UEFA         |
| 6º   | França        | 2005   | UEFA         |
| 7º   | Portugal      | 2003   | UEFA         |
| 8º   | Itália        | 1993   | UEFA         |
| 9º   | Dinamarca     | 1971   | UEFA         |
| 10º  | Alemanha      | 1960   | UEFA         |

| Rank | Seleção       | Pontos |
| ---- | ------------- | ------ |
| 1º   | Brasil        | 2008,4 |
| 2º   | Alemanha      | 1970,5 |
| 3º   | Itália        | 1928,6 |
| 4º   | Inglaterra    | 1923,4 |
| 5º   | Países Baixos | 1916,2 |
| 6º   | Argentina     | 1897,6 |
| 7º   | Espanha       | 1892,3 |
| 8º   | França        | 1887,2 |
| 9º   | Rússia        | 1856,0 |
| 10º  | Tchéquia      | 1842,3 |

## Ranking de Todos os Tempos
| Rank | Seleção       | Pontos |
| ---- | ------------- | ------ |
| 1    | Hungria       | 2166   |
| 2    | Brasil        | 2153   |
| 3    | Espanha       | 2140   |
| 4    | Argentina     | 2117   |
| 5    | França        | 2106   |
| 6    | Países Baixos | 2100   |
| 7    | Alemanha      | 2099   |
| 8    | Itália        | 2079   |
| 9    | Polónia       | 2046   |
| 10   | Inglaterra    | 2041   |

## Dias na Liderança do Ranking desde 2000
| Seleção       | Dias |
| ------------- | ---- |
| Brasil        | 1878 |
| França        | 1115 |
| Espanha       | 375  |
| Argentina     | 316  |
| Países Baixos | 109  |
| Itália        | 43   |
| Tchéquia      | 8    |

## Dias na Liderança do Ranking Histórico
| Seleção       | Dias |
| ------------- | ---- |
| Inglaterra    | 9899 |
| Brasil        | 7708 |
| Argentina     | 6985 |
| Escócia       | 5864 |
| Itália        | 3888 |
| Alemanha      | 3704 |
| Dinamarca     | 2979 |
| Uruguai       | 1889 |
| França        | 1885 |
| Espanha       | 1734 |
| Hungria       | 1395 |
| Países Baixos | 1283 |
| Rússia        | 1023 |
| Áustria       | 10   |
| Tchéquia      | 9    |
| Polónia       | 4    |